# Десногорск
Десного́рск — город (с 1989 года) областного значения Смоленской области России. Административный центр муниципального образования «город Десногорск» со статусом городского округа.

## География
Город расположен на правом берегу Десногорского водохранилища, образованного после постройки плотины на реке Десна (приток Днепра), в 153 км от Смоленска. Расположен в 6 км от автотрассы А130 Москва — Варшава («Старая Польская дорога» или «Варшавское шоссе»). В состав муниципального образования «город Десногорск» входит также посёлок городского типа Сосновка.

## История
В 1966 году Совет Министров СССР принял постановление № 800/ 252 «О строительстве атомной электростанции в Смоленской области». Приказом Министра энергетики и электрификации СССР от 01.12.1971 г. № 311 на промплощадке будущей АЭС начато строительство вспомогательных жизнеобеспечивающих объектов: железной дороги, пускорезервной котельной, временного поселка строителей, домостроительного комбината.
В июле 1972 года уложены первые кубометры бетона под дома будущего города.
В 1973 году строительство Смоленской АЭС объявлено Всесоюзной комсомольской стройкой.
26 февраля 1974 года принято решение Смоленского областного исполнительного комитета депутатов трудящихся № 118 «О регистрации вновь возникшего населённого пункта при строительстве Смоленской АЭС на территории Рославльского района и отнесение его к категории рабочих посёлков». С этого времени на карте России официально появился поселок Десногорск.
Вместе с поселком строились и сдавались в эксплуатацию энергоблоки Смоленской АЭС. В декабре 1982 года осуществлен пуск I энергоблока мощностью 1 ГВт, в мае 1985 года II энергоблока, а в январе 1990 года завершено строительство III энергоблока.
31 октября 1989 года Указом Президиума Верховного Совета СССР рабочий посёлок Десногорск отнесен к категории городов областного подчинения.

## Население
| 1979    | 1989    | 1996    | 1998    | 2000    | 2001    | 2002    | 2003    | 2005    |
| ------- | ------- | ------- | ------- | ------- | ------- | ------- | ------- | ------- |
| 9830    | ↗32 302 | ↗36 700 | ↗36 800 | ↗37 300 | →37 300 | ↘32 070 | ↗32 100 | →32 100 |
| 2006    | 2007    | 2008    | 2009    | 2010    | 2011    | 2012    | 2013    | 2014    |
| ↘31 900 | ↘31 700 | ↘31 400 | ↘31 239 | ↘31 100 | ↘29 700 | ↘29 383 | ↘29 102 | ↘28 728 |
| 2015    | 2016    | 2017    | 2018    | 2019    | 2020    | 2021    | 2024    |         |
| ↘28 517 | ↘28 293 | ↘28 103 | ↘27 771 | ↘27 322 | ↘27 225 | ↘25 345 | ↘24 618 |         |

На 1 января 2025 года по численности населения город находился на 570-м месте из 1124 городов Российской Федерации.
Национальный состав
По итогам переписи населения 2020 года проживали следующие национальности (национальности менее 0,1 % и другое, см. в сноске к строке «Другие»):
| Национальность | Численность, чел. | Доля     |
| -------------- | ----------------- | -------- |
| Русские        | 22 612            | 89,22 %  |
| Украинцы       | 285               | 1,12 %   |
| Белорусы       | 253               | 1,00 %   |
| Армяне         | 154               | 0,61 %   |
| Татары         | 110               | 0,43 %   |
| Азербайджанцы  | 41                | 0,16 %   |
| Другие         | 1890              | 7,46 %   |
| Итого          | 25 345            | 100,00 % |

## Экономика
- Смоленская АЭС.
- Предприятие «Полимер». Один из крупнейших производителей полимерной упаковки в России.
- ООО «Десногорский полимерный завод» (ООО «ДПЗ»)
- МУП «Комбинат коммунальных предприятий»
- Смоленское управление — филиал АО «Электроцентромонтаж»
- Филиал ОАО «Е4-Центрэнергомонтаж» Десногорское монтажное управление (прекратил своё существование: ликвидация фирмы)
- АО «Атомтранс»
- Филиал «Смоленскэнергозащита» ОАО "Фирма «Энергозащита»
- ЗАО «АЭСП»
- ООО «Смоленская АЭС — Сервис»
- «Смоленскатомэнергоремонт» — филиал АО «Атомэнергоремонт».
- «Смоленскатомтехэнерго» — филиал АО «Атомтехэнерго»

## Образование

### Учреждения дошкольного образования
- Детский сад «Алёнка»
- Детский сад «Дюймовочка»
- Детский сад «Ласточка»
- Детский сад «Лесная сказка»
- Детский сад «Мишутка»
- Детский сад «Теремок»
- Детский сад «Чебурашка»
- Детский сад «Ивушка»

### Школы
- Школа № 1
- Школа № 2
- Школа № 3
- Школа № 4
- Десногорский Энергетический Колледж

### Другие
- Детская художественная школа
- Детская музыкальная школа
- Детский центр «Высший класс»

## Учреждения культуры
- Дом детского творчества
- Десногорский историко-краеведческий музей

Десногорская центральная библиотека
Десногорская центральная библиотека — старейшая библиотека города (с 1975 г.), обслуживает около 8 500 читателей, фонд библиотеки — 109 тысяч экземпляров книг и периодики. Оснащена компьютерной техникой, имеет выход в Интернет.
Центральная детская библиотека
Муниципальное учреждение «Центральная детская библиотека» Десногорска начала свою работу как самостоятельное учреждение с апреля 1979 года.

## Спорт
- Детско-юношеская спортивная школа
- Физкультурно-оздоровительный комплекс «Десна»

### Команды
Город представляет ФК «Автомобилист-САЭС», в настоящее время играющий в первенстве области.

### Достижения
Десногорск знаменит своими игроками в дартс. Представители города дважды выигрывали чемпионат России: в 2001 году в женском командном разряде победили Татьяна Строкова и Алсу Криштопик, а в 2003-м золото в мужском зачёте взяли Андрей Маньков, Олег Шаталов, Александр Клёнов и Дмитрий Юдин.